# Вальдеррама, Карлос
Ка́рлос Альбе́рто Вальдерра́ма Пала́сио (исп. Carlos Alberto Valderrama Palacio; род. 2 сентября 1961 года, Санта-Марта) — колумбийский футболист. Дважды признавался футболистом года в Южной Америке. Помимо игровых и лидерских качеств, выделялся на поле также своей причёской. Единственный колумбийский футболист, вошедший в список 125 величайших футболистов ФИФА.

## Биография
Карлос Вальдеррама родился в семье профессионального футболиста, Карлоса Вальдеррамы, выступавшего за клуб «Унион Магдалена». Его дядя, Тото Вальдеррама, играл за клуб «Сиклон Бананеро». Его двоюродный брат, Алекс Вальдеррама, также играл в футбол, один раз он даже стал лучшим бомбардиром чемпионата Колумбии.
Большую часть карьеры провёл в колумбийских клубах. В Европе играл за «Монпелье» и «Реал Вальядолид» в конце 1980-х — начале 1990-х годов. Последние годы карьеры провёл в американских клубах MLS. Завершал карьеру в начале 2000-х в «Колорадо Рэпидз» в возрасте свыше 40 лет.
Вальдеррама был известен своим прекрасным видением поля. На 93-й минуте матча против сборной Германии на чемпионате мира 1990 года Вальдеррама отдал голевую передачу Фредди Ринкону, поразившему ворота Бодо Иллгнера, — этот гол принёс ничью сборной Колумбии и позволил ей впервые в истории пробиться во второй раунд чемпионата мира.
Последний мяч за сборную забил 31 мая 1998 года в возрасте 36 лет и 8 месяцев в товарищеском матче в ворота сборной Германии накануне чемпионата мира во Франции.
В родном городе футболиста рядом со входом на стадион ему установлен памятник.
Ушёл из футбола 1 февраля 2004 года, когда состоялся его прощальный матч с участием Диего Марадоны, Энцо Франческоли и Хосе Луиса Чилаверта.
После окончания карьеры футболиста стал тренером. На данный момент он ещё не возглавлял команд самостоятельно, но работает помощником тренера «Хуниора». 1 ноября 2007 года его бурная реакция на судейство спровоцировала беспорядки на матче «Хуниора» с «Америкой» из Кали.

### Личная жизнь
Двоюродный брат Карлоса Вальдеррамы, Диди Алекс Вальдеррама, был игроком сборной Колумбии на Кубках Америки 1979 и 1983 годов, обладатель Кубка Либертадорес в составе «Атлетико Насьоналя». Двое родных братьев Карлоса, Алан Вальдеррама и Рональд Вальдеррама, как и ещё один двоюродный брат Мигель Гонсалес Паласио, также были профессиональными футболистами.

## Достижения

### Командные
«Атлетико Хуниор»
- Чемпион Колумбии (2): 1993, 1995

«Монпелье»
- Обладатель Кубка Франции: 1989/90

«Тампа Бэй Мьютини»
- Победитель регулярного сезона MLS: 1996

Сборная Колумбии
- Бронзовый призёр Кубка Америки (3): 1987, 1993, 1995

### Личные
- Лучший футболист Южной Америки (2): 1987, 1993
- Лучший футболист Кубка Америки: 1987
- Самый ценный игрок MLS: 1996
- Игрок месяца MLS: май 1996
- Символическая сборная года MLS (3): 1996, 1997, 2000
- Участник чемпионатов мира (3): 1990, 1994, 1998
- Включён в список ФИФА 100
- Golden Foot: 2013 (в номинации «Легенды футбола»)
- Рекордсмен по количеству проведённых матчей за сборную Колумбии (111)
- Включён в список величайших футболистов XX века по версии World Soccer